# 통계역학
통계역학(統計力學, 영어: statistical mechanics), 또는 통계물리학(統計物理學)은 통계학의 방법을 이용하여 역학의 문제를 푸는 물리학의 기초 이론 중 하나다. 통계역학은 입자가 무척 많거나, 대상의 운동이 무척 복잡하여 확률적 해석이 중요해지는 현상을 주로 다루며, 핵반응 현상이나 생물학, 화학 등 여러 분야에 적용된다. 통계역학은 고전역학과 양자역학에서 다루는 물리계를 확률적, 통계적으로 해석한다. 다루는 대상에 따라서 고전 통계역학 또는 양자통계역학으로 구분한다.

## 통계역학의 연구 대상
통계역학의 방법은 대상의 자유도(혹은 변수의 개수)가 무척 커서 정확한 해를 구할 수 없을 때 유용하게 쓰인다. 통계역학의 세부 분야나 파생 분야로는 비선형 동역학, 혼돈 이론, 플라즈마 물리학, 열역학, 유체역학 등이 있다. 통계역학의 문제 중 간단한 것은 항의 무더기 전개나 근사 방법을 통해 해석적으로 해를 구할 수 있으나, 최근의 복잡한 문제들은 방정식의 수치적인 해를 구하거나 컴퓨터 시뮬레이션을 통해 그 결과를 얻는다. 복잡계의 문제를 푸는 방법 중 가장 널리 알려진 것으로 카를로스시뮬레이션이 있다. 통계 물리학의 연구자들이 최근에 많이 연구하는 주제로는 네트워크 이론이 있다.

## 고전 통계역학
고전 통계역학은 볼츠만이 처음 정립했다. 이를 이해하기 위해서는 우선 엔트로피에 대한 개념이 필요하다. 엔트로피는 쉽게 말해서 어떠한 계의 무질서도 또는 거시상태에 대응되는 미시상태의 가지수라고 할 수 있다. 예를 들어 주사위 3개를 던지는 계를 생각해보자. 3 주사위 눈의 합이 3인 경우는 각각의 주사위가 모두 1의 눈인 경우만 가능하다. 하지만, 주사위 눈의 합이 6인 경우는 총 10가지 경우가 있다. 따라서 위의 정의에 따라 주사위 눈의 합이 3인 거시상태는 합이 6인 거시상태보다 엔트로피가 낮다고 볼 수 있다. 이렇게 엔트로피가 높을수록 해당하는 거시상태가 나타날 확률은 높아진다. 볼츠만은 물리적인 계의 엔트로피를 계산하여 해당하는 계가 어떤 특정한 거시상태에 있을 확률을 유도하였다. 이에 에너지와 계의 온도를 변수로하는 볼츠만 인자를 도입하였다.

### 열역학과의 관계
열역학의 이론들은 경험적으로 발전된 것에 반해, 통계역학에서는 이 이론들을 계의 구성요소의 물리학적 성질로부터 유도한다. 그렇지만 열역학의 접근 방법이 물리적으로 잘못된 것은 아니며, 이 둘의 관계는 고전역학과 양자역학의 관계와 같다고 해석할 수 있다.

### 양자역학과의 관계
통계역학은 19세기에 정립되었는데 이는 20세기 양자역학의 발전에 영향을 미쳤다. 통계역학이 계를 확률적으로 바라보는 관점과 계산 방법이 양자역학에 많이 사용되었다. 20세기 중반에 들어서는 통계역학의 경로적분의 개념이 양자장론에 영향을 미쳤고 1970년대 케네스 G. 윌슨의 재규격화 이론이 입자물리학에 큰 영향을 미쳤다.

## 양자 통계역학
양자 통계역학에서는 고전적인 통계역학의 확률 분포인 볼츠만 분포에 양자역학적인 성질을 고려하여 확률 분포를 계산한다. 우선 페르미온과 보손이 보여주는 양자역학적 동일 입자(identical particle)의 성질을 이해할 필요가 있다. 여러 개의 동일 입자들가 있을 때 이를 나타내는 확률파동함수를 {\displaystyle \psi (x_{1},x_{2},\dots x_{n})} 이라고 할 때에 입자 1과 입자 2을 서로 맞바꾸어도 제3의 관찰자로서는 아무런 차이를 감지 할 수 없다. 즉 {\displaystyle \psi (x_{1},x_{2},\dots x_{n})=\psi (x_{2},x_{1},\dots x_{n})} 이라고 할 수 있다. 이제 맞바꾸는 교환 작용자 {\displaystyle \chi }에 대한 고윳값 r을 생각해 볼 수 있는데, {\displaystyle \chi ^{2}}는 두 번 맞바꾼 것이기 때문에 단순한 항등연산자이다. 그러므로 {\displaystyle \chi ^{2}}의 고윳값 {\displaystyle r^{2}}는 1이 되고, {\displaystyle r}은 실수라 가정할 때에 당연히 +1 또는 -1이 될 것이다.

### 페르미-디랙 통계
페르미온은 맞바꾸는 교환 작용자 {\displaystyle \chi }에 대한 고윳값 {\displaystyle r=-1}인 경우이다. 따라서 {\displaystyle \chi \psi (x_{1},x_{2},\dots x_{n})=-\psi (x_{1},x_{2},\dots x_{n})} 이고, 위에서 언급한대로 맞바꾸기를 한 이후의 확률파동함수는 그 이전과 비교해서 구분할 수 없다. 즉, {\displaystyle \psi (x_{1},x_{2},\dots x_{n})=-\psi (x_{1},x_{2},\dots x_{n})}이 된다. 따라서 앞의 식의 양변을 한쪽으로 옮기면 {\displaystyle \chi \psi (x_{1},x_{2},\dots x_{n})=0}을 확인할 수 있다. 이는 한 개 보다 많은 복수의 페르미온이 동일한 상태에 존재 할 수 없음을 나타낸다. 그러므로 특정한 에너지 {\displaystyle \epsilon }를 갖는 페르미온에 대한 확률분포를 볼츠만 분포를 확장하여 계산하면 다음과 같다.
상태1{\displaystyle \epsilon }의 에너지를 갖는 페르미온이 존재하지 않는 경우의 볼츠만 인자는 1이다.
상태2{\displaystyle \epsilon }의 에너지를 갖는 페르미온이 하나 존재하는 경우의 볼츠만 인자는 {\displaystyle e^{-{\frac {\epsilon }{kT}}}}이다.
이제 {\displaystyle \epsilon }의 에너지를 갖는 페르미온이 '하나' 존재할 확률을 계산해 보면 {\displaystyle {\frac {e^{-{\frac {\epsilon }{kT}}}}{1+e^{-{\frac {\epsilon }{kT}}}}}}이 된다.

### 보스-아인슈타인 통계
보손은 맞바꾸는 교환 작용자 {\displaystyle \chi }에 대한 고윳값 r이 +1인 경우이다. 이때 기본 양자역학적인 대칭의 필요에서 어떤 두 알갱이를 바꿀 때, 총 파동함수 {\displaystyle \psi }가 대칭적이다(즉 바뀌지 않은 채로 남아 있다.). 기호로{\displaystyle \psi (x_{1},x_{2},\dots x_{n})=\psi (x_{1},x_{2},\dots x_{n})}이다. 두 알갱이를 서로 바꾼다고 하여 전체 기체의 새로운 상태가 되는 것은 아니다. 그러므로 기체의 구별되는 상태를 셀 때, 알갱이들이 정말로 구별할 수 없다고 생각해야 한다. 대칭에 필요한 알갱이들은 보즈-아인쉬타인 통계를 따른다고 하며 그들을 보손이라 부른다.
여기에서 알갱이들은 구별할 수 없는 것으로 생각하므로 수 {\displaystyle \{n_{1},n_{2},n_{3},\dots \}}의 단순한 명시는 기체상태를 충분히 설명한다.
모든 가능한 값은 각 r에 대해서
{\displaystyle n_{r}=0,1,2,3,\dots }
에 대해 합하는 것만 필요하다.
즉 알갱이들이 구별이 안 되기 때문에 어떤 알갱이 수도 어떤 한 상태에 있을 수 있지만, 두 알갱이가 있을 때 들어가는 상태가 교환이 되지 않는 것을 의미한다.

### 애니온통계
애니온은 맞바꾸는 교환 작용자 {\displaystyle \chi }에 대한 고윳값 r이 복소수로써 {\displaystyle r^{2}=1}을 만족하는 경우이다.

## 참고 문헌
- 임경희 (2008년 3월 3일). 《통계 열역학》. 한티미디어. ISBN 978-899118249-3.
- 최상돈; 이연주, 강남룡 (2010년 2월 10일). 《응용과학 전공자를 위한 통계열역학》 2판. 청문각. ISBN 978-896364037-2.
- Huang, Kerson (1987). 《Statistical mechanics》 (영어) 2판. New York: Wiley. ISBN 0-471-81518-7. 2014년 4월 7일에 원본 문서에서 보존된 문서. 2014년 4월 6일에 확인함.
- Pathria, Raj K.; Paul D. Beale (2011년 2월). 《Statistical mechanics》 (영어) 3판. Academic Press. doi:10.1016/B978-0-12-382188-1.00020-7. ISBN 978-0-12-382188-1.

## 같이 보기
- 앙상블
- 열역학
- 퓨가시티
- 양자적 상태수
- 상전이
- 임계현상